# Siguiri
Siguiri er en by i det nordøstlige Guinea, beliggende ved Nigerflodens bred og ikke langt nabolandet Mali. Byen har et indbyggertal (pr. 2008) på cirka 28.000.